# سیارک ۲۱۷۵۸
سیارک ۲۱۷۵۸ (به انگلیسی: 21758 Adrianveres، نامگذاری:1999RT196) بیست و یک هزار و هفتصد و پنجاه و هشتمین سیارک کشف شده‌است که در ۸ سپتامبر ۱۹۹۹ کشف شد.
قدر مطلق سیارک برابر ۱۵.۵ است.